# OpenVDB
OpenVDB és una biblioteca informàtica per a treballar amb dades volumètriques. Proporciona una estructura de dades jeràrquica i funcions relacionades per a ajudar a calcular els efectes volumètrics en programari CGI, exemples d'ús són la simulació de gasos i líquids. OpenVDB està escrita en C++, té lligams amb Python, és de codi obert i es troba sota llicència Mozilla Public License 2.0. És compatible amb una àmplia gamma de programari CGI, com Blender, LightWave 3D, Cinema 4D, Houdini i RenderMan.

## Història
La biblioteca va ser desenvolupada originalment per DreamWorks Animation, els principals desenvolupadors foren Ken Museth, Peter Cucka, Mihai Aldén i David Hill. L'agost del 2012 fou alliberat com a programari de codi obert, va ser el primer projecte que es va unir a l'Academy Software Foundation (ASWF).
S'ha emprat en la producció de llargmetratges, com en les pel·lícules Puss in Boots (2011) i Rise of the Guardians (2012).